# Stade Aline Sitoe Diatta
Das Stade Aline Sitoe Diatta ist ein Fußballstadion in der senegalesischen Stadt Ziguinchor. Das Stadion dient dem örtlichen Fußballklub Casa Sports als Austragungsort der Heimspiele in der senegalesischen Meisterschaft. Es bietet zirka 10.000 Zuschauern Platz.
Das Stadion wurde im Jahr 1991 im Hinblick auf die Fußball-Afrikameisterschaft 1992, die im Senegal stattfand, errichtet. Bei dem Turnier wurden hier insgesamt sechs Vorrundenpartien ausgetragen.
Die Sportstätte ist benannt nach Aline Sitoé Diatta (1920–1944), einer casamancischen Aktivistin gegen die französische Kolonisation Senegals.